# Bataille de Chiari
Pour les articles homonymes, voir Chiari (homonymie).
guerre de Succession d'Espagne
Batailles
Campagnes de Flandre et du Rhin
- Landau (1702)
- Friedlingen (1702)
- Kehl (1703)
- Ekeren (1703)
- Höchstädt (1703)
- Spire (1703)
- Schellenberg (Donauworth) (1704)
- Blenheim (1704)
- Landau (1704)
- Vieux-Brisach (1704)
- Eliksem (1705)
- Ramillies (1706)
- Stollhofen (1707)
- Cap Béveziers (1707)
- Cap Lizard (1707)
- Audenarde (1708)
- Wynendaele (1708)
- Lille (1708)
- Gand (1708)
- Malplaquet (1709)
- Douai (1710)
- Bouchain (1711)
- Denain (1712)
- Bouchain (1712)
- Douai (1712)
- Landau (1713)
- Fribourg (1713)

Campagnes d'Italie
- Carpi (1701)
- Chiari (1701)
- Crémone (1702)
- Luzzara (1702)
- Verceil (1704)
- Cassano (1705)
- Nice (1705-1706)
- Calcinato (1706)
- Turin (1706)
- Castiglione (1706)
- Toulon (1707)
- Gaeta (1707)
- Cesana (1708)
- Syracuse (1710)

Campagnes d'Espagne et de Portugal
- Cadix (1702)
- Vigo (navale 1702)
- Cap de la Roque (1703)
- Gibraltar (août 1704)
- Ceuta (1704) (es)
- Málaga (1704)
- Gibraltar (1704-1705)
- Marbella (1705)
- Montjuïc (1705)
- Barcelone (1705)
- Badajoz (1705)
- Barcelone (1706)
- Murcie (1706) (es)
- El Albujón (1706) (es)
- Santa Cruz de Ténérife (1706) (en)
- Almansa (1707)
- Xàtiva (1707)
- Ciudad Rodrigo (1707) (en)
- Lérida (1707)
- Tortosa (1708)
- Minorque (1708)
- Gudiña (1709)
- Almenar (1710)
- Saragosse (1710)
- Brihuega (1710)
- Villaviciosa (1710)
- Barcelone (1713-1714)

Campagnes de Hongrie
- Saint-Gotthard (1703) (en)
- Biskupice (1704) (en)
- Smolenice (1704) (en)
- Koroncó (1704) (en)
- Zsibó (1705) (en)
- Saint-Gotthard (1705) (en)
- Trenčín (1708) (en)

Antilles et Amérique du sud
- Santa Marta (1702)
- Guadeloupe (1703)
- Nassau (1703)
- Colonia del Sacramento (1704)
- Carthagène (1708)
- Rio (1710)
- Carthagène (1711)
- Rio (1711)
- Cassard (1712)

La bataille de Chiari est une bataille de la guerre de Succession d'Espagne qui eut lieu, dans le Nord de l'Italie, le 1er septembre 1701, entre l'armée française commandée par le maréchal de Villeroy et l'armée autrichienne commandée par le prince Eugène de Savoie.

## Prélude
Catinat avait reçu ordre de bloquer la route de l'armée autrichienne, commandée par le prince Eugène, sans engager le combat, et sans pénétrer sur le territoire de la Sérénissime République de Venise restée neutre. Après avoir joué pendant plusieurs semaines au chat et à la souris, Eugène de Savoie surprend Catinat en franchissant l'Adige, à Carpi d'Adige, dans la nuit du 8 au 9 juillet 1701. Dépassés par le nombre, les Français sont obligés de se replier sur les rives de l'Oglio.
Après la bataille de Carpi, Catinat est remplacé par le maréchal de Villeroy à la tête de l'armée française. Celui-ci, sans doute plus habile courtisan que général, empressé de plaire à Louis XIV dont il est le favori, à hâte de combattre : arrivé à l'armée le 22 août, il repasse triomphalement l'Oglio et à travers rivières et canaux, marche droit aux Autrichiens.

## La bataille

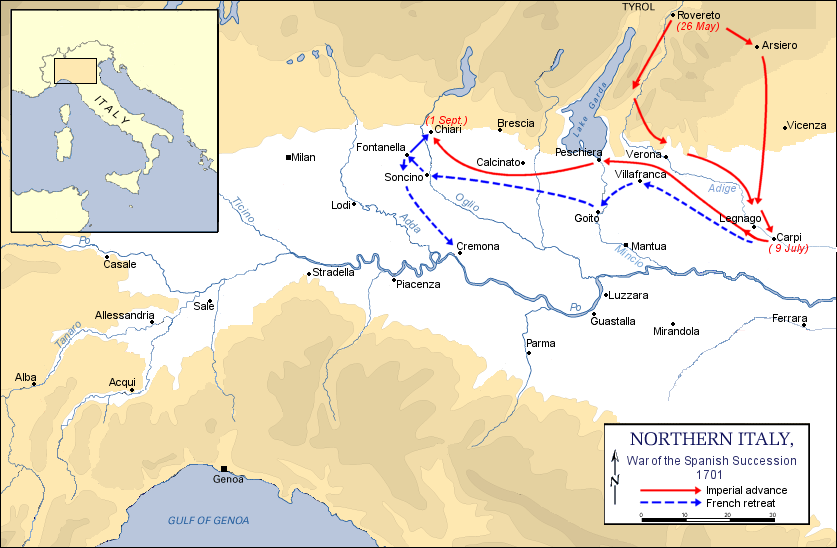
Les opérations dans le nord de l'Italie en 1701.

Toute l'armée autrichienne est retranchée dans la petite ville de Chiari, dans une position formidable, mais trompé par deux cuirassiers fait prisonniers, Villeroy est persuadé qu'il n'y a pas d'Impériaux dans la place mais seulement un petit corps de 6 000 hommes.
Le maréchal de Villeroy a hâte d'attaquer pour empêcher son antagoniste de recevoir des renforts. Dans sa précipitation, il aborde cette formidable position sans se donner le temps de positionner son artillerie. Aussi quand il approche à découvert, il est reçu par un feu de mousqueterie et d'artillerie tel que 2 000 Français restent en un instant sur le champ de bataille. Il donne l'ordre de revenir à la charge. Eugène de Savoie réussit à rendre cette dernière tentative infructueuse, mais se garde bien de poursuivre les vaincus quand ils se retirent, satisfait d'avoir obtenu, sans perte sensible, la victoire sur un ennemi supérieur en nombre.
Pendant la bataille, Nicolas de Catinat, qui en fidèle serviteur a accepté de seconder Villeroy, fait preuve d'un courage exceptionnel. Le prince Eugène de Savoie, déjà blessé cinq semaines plus tôt à la bataille de Carpi, a son cheval tué sous lui.

## Conséquences
Rendu plus circonspect par ce revers, Villeroy se poste dans un bon campement à Urago, près de Chiari où il tient longtemps l'ennemi en échec. Mais après deux mois écoulés sans action importante, les Français, très mal ravitaillés par le pays qu'ils défendaient contre son gré, décampent le 12 novembre et se reportent sur l'autre rive de l'Oglio, puis se cantonnent devant Crémone.

## Sources
- Quinze ans du règne de Louis XIV (1700-1715) Par Ernest Moret, Edmond Sallard
- Histoire du prince François Eugene de Savoye, généralissime des armées de l'empereur et de... , Eléazar Mauvillon - 1741
- Histoire de France, depuis l'établissement de la monarchie françoise dans les Gaules, Par Gabriel Daniel
- Le Plutarque français- des hommes et femmes illustres de la France, avec leurs portraits en pied publié par Ed Mennechet, 1838
- Histoire de France... jusqu'en 1789, par Bon Louis Henri Martin, 1859
- Portraits militaires, esquisses historiques et stratégiques, Nicolas Édouard de La Barre Duparcq, - 1861